# Alfredo Rodríguez Ballón
Alfredo Rodríguez Ballón (Arequipa, 25 de octubre de 1906 - Pongo de Manseriche, Nieva, Amazonas, 21 de febrero de 1933), fue un piloto de aviación peruano y uno de los impulsores de la aviación civil en su país. Se hizo célebre en 1932, al realizar con éxito el raid Mendoza-Lima, con escalas, recorriendo en un biplano Spartan unos 6000 kilómetros, uniendo diversas localidades de tres países sudamericanos: Argentina, Chile y Perú, y que incluyó un cruce de la cordillera de los Andes. Luego se alistó voluntariamente para servir en la aviación militar durante el conflicto con Colombia de 1933. Falleció cuando se dirigía al teatro del conflicto, al estrellarse el hidroavión que pilotaba sobre un río de la selva peruana. Recibió honores de héroe militar. El aeropuerto de la ciudad de Arequipa fue bautizado con su nombre.

## Biografía
Nacido en el distrito de Miraflores en la ciudad de Arequipa, el 25 de octubre de 1906, fue hijo del matrimonio entre Juan Mariano Rodríguez y Bernal y María Ballón García. Perteneció a una familia de clase alta de Arequipa. A los tres años de edad quedó huérfano de padre y madre, junto a sus seis hermanos: Juan José, Rosa, Alicia, Juan Manuel, Leonor y José Enrique; todos ellos fueron acogidos por sus tíos y padrinos, Pio Francisco Calderón Navarro y Carmen Ballón García. El menor de sus hermanos, José Enrique, ingresaría a la orden franciscana y llegaría a ser arzobispo de Arequipa entre 1946 y 1980, con el nombre de Leonardo José Rodríguez Ballón.
Cursó sus estudios de primaria en el Colegio Nacional de la Independencia Americana, y los de secundaria en el Instituto Ballón. Al cumplir la mayoría de edad y en su afán de explorar el mundo, emprendió viaje hacia Estados Unidos en 1925. Estudió aeronáutica en The School of Aeronautics of America en California, de donde egresó como mecánico de aeronaves. En 1929 comenzó a trabajar para la Pan-American & Grace Airways, más conocida como Panagra.
Con la consolidación de las rutas aéreas por Sudamérica, fue destacado a Arica y luego a la Argentina como representante de Panagra en Mendoza. Su gusto por la aviación lo llevó a licenciarse de piloto civil en el Club Aéreo Los Tamarindos de dicha ciudad, graduándose con honores. Este suceso fue cubierto por el diario mendocino Los Andes, con fecha 19 de octubre de 1931, el mismo que a la letra dice: 

“…alistada la máquina el aspirante Alfredo Rodríguez Ballón levantó vuelo de forma impecable, remontándose el avión en el espacio para describir en él diversas maniobras que mantuvieron latente el interés del público asistente. Rodríguez Ballón en muy buena forma consiguió la ejecución de varios números de acrobacia, siendo todos ellos objeto del más favorable comentario de la concurrencia…”

 La noticia la recogió también el diario El Deber de Arequipa, con fecha 17 de octubre de 1932.
Además de la representación de la compañía, comenzó a ejercer de piloto de correspondencias en la ruta Buenos Aires-Santiago de Chile que ofrecían, motivo por el que participó activamente en la búsqueda del trimotor San José, un avión perdido en los andes chilenos en 1932.
En 1932 se hizo conocido al realizar con éxito el raid Mendoza-Lima en un avión Spartan de su propiedad, alcanzando reconocimiento y fama en Argentina, Chile y Perú. En el transcurso del raid aterrizó en la ciudad de Arequipa donde manifestó sus deseos de fundar la Escuela Civil de Aviación del Perú. Tenía el anhelo de promover e impulsar la aviación civil peruana. La prensa argentina le puso el apodo de “El Volante de Cuyo”.
En 1932 fue recibido en el Palacio de Gobierno por el presidente del Perú Luis Sánchez Cerro, a quien le expresó su intención de participar en el conflicto bélico con Colombia que se venía desarrollando en territorio norperuano. A su solicitud fue puesto a órdenes del Cuerpo de Aviación del Perú (CAP) en la Base Aérea de Ancón y luego de una rápida preparación militar obtuvo el rango de sub-alférez, grado especialmente creado para su adhesión.
Se dirigía pilotando un hidroavión hacia la zona del conflicto, cuando un inoportuno accidente aéreo puso fin a su vida sobre el río Nieva, el 21 de febrero de 1933. Tenía apenas 25 años de edad. Su cuerpo fue rescatado por el aventurero español Alfonso Graña y trasladado a Iquitos, de donde partió para ser sepultado en Lima. A título póstumo recibió el grado de alférez. En su homenaje, el aeropuerto internacional de Arequipa lleva su nombre.

## El raid Mendoza-Lima

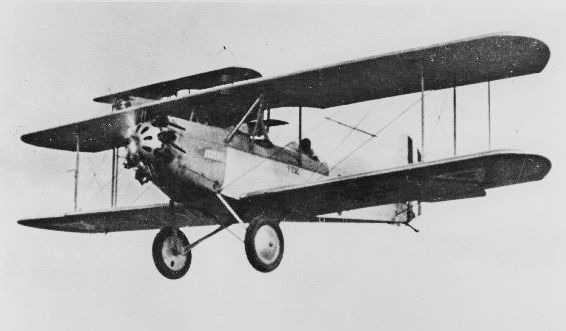
Un biplano Spartan C3-120, similar al que piloteó Alfredo Rodriguez Ballon en su raid Mendoza-Lima.

El 16 de octubre de 1932, Alfredo Rodríguez Ballón comenzó un raid aéreo cuya meta era unir a tres países: Argentina, Chile y Perú. Inició la travesía en Mendoza e hizo escalas en Santiago, Ovalle, Copiapó, Antofagasta, Iquique, Arica, Tacna, Arequipa, Camaná y Pisco, para culminar satisfactoriamente en Lima, el 22 de octubre. En algunas de esas localidades, rara vez se veía aparecer un avión, lo que despertó el interés de autoridades, medios y todos los sectores de las poblaciones por donde sobrevolaba. El piloto arequipeño era admirado por su audacia y valentía y gozaba de la simpatía de compatriotas y extranjeros.
En la primera etapa del viaje atravesó la Cordillera de los Andes en territorio chileno en un vuelo a 15 m de altura sobre las cumbres nevadas en su biplano Spartan, una proeza considerada de extremo riesgo, teniendo en cuenta las condiciones climatológicas adversas de las alturas andinas. A la potencia del pequeño avión, la pericia del joven piloto fue determinante para la culminación de esta primera parte del raid. Aterrizó en Santiago de Chile esa misma tarde, siendo agasajado por las autoridades chilenas. Ello embargó de emoción al piloto, que expresó su agradecimiento.
Entre ceremoniosos aplausos despegó con dirección a Copiapó, segunda escala del viaje, pero las nubes amenazaban y no permitían la visibilidad. Esta difícil ruta ya se había cobrado varias vidas de pilotos que le precedieron. Rodríguez Ballón decidió no arriesgar y aterrizar de emergencia en Ovalle, una población al norte de Santiago. Dijo él mismo: «…al no haber pistas de aterrizaje allí tuve que hacerlo sobre una pampa que pude divisar en un claro entre las nubes para esperar a que la meteorología fuera favorable…» En tierra inspeccionó la nave y descartó desperfectos, mientras las autoridades mandaron a limpiar y despedrar un terreno para que despegara y continuara su rumbo al día siguiente.
El día 18 de octubre, las radiodifusiones daban boletines informativos acerca del viaje del aviador arequipeño. En Santiago se informó que aterrizó con éxito en Copiapó y que se habían repetido las atenciones por parte de las autoridades locales de esa provincia. Rodríguez Ballón recibió un telegrama de parte de la comunidad peruana de Iquique, que le pedía que aterrizara allí para hacerle una manifestación de bienvenida. Accedió al pedido, aterrizando en Iquique, después de hacer la escala programada en Antofagasta.
En Iquique recibió una distinción honrosa del gobierno de Chile y de forma especial fue invitado a aterrizar en la Base Aérea Los Cóndores, lugar que estaba prohibida de sobrevolar por aviones nacionales chilenos y extranjeros. Allí se le invitó a permanecer por espacio de media hora para que pudiera conocer la base y repostar. Fue un gesto de singular deferencia de los militares chilenos hacia un aviador peruano, quien luego alzó vuelo rumbo a Arica.
El día 20 ya estaba en Arica, donde recibió un pedido especial de la Comisión Patriótica de las Damas Tacneñas que le invitaba a hacer escala en Tacna. El arequipeño tomó tierra sin ningún contratiempo esa misma tarde en dicha ciudad peruana. Fue así como recogió el diario El Pueblo del 22 de octubre de 1932 su llegada a Tacna:

El día 21 de octubre de 1932 a las diez y media de la mañana y procedente de Tacna se avistó el avión de Rodríguez Ballón, que primeramente sobrevoló el campo de aterrizaje de Porongoche para después sobrevolar la ciudad, para el deleite de los asistentes luego de ejecutar un primer paso sobre el cielo aterrizo de forma impecable, después del rodaje fue recibido por sus familiares Don César Ballón García, Rosa, Leonor y Carmen Rodríguez Ballón, tío y hermanas del piloto, en el marco de aplausos el prefecto, las autoridades, periodistas y demás público se acercaron a darle la bienvenida a la ciudad que a catorce mil pies de altura había plasmado el nombre de Arequipa en diarios de toda América, las atenciones y palabras de bienvenida no cesaban y se brindó un efusivo recibimiento a una carrera llena de logros profesionales para este distinguido arequipeño.

Al día siguiente muy temprano despegó hacia su Arequipa natal, adonde llegó sin contratiempos. Fue recibido por el alcalde de la ciudad, doctor Belisario Soto, el prefecto Víctor Saco Arenas, el vicario de la diócesis de Arequipa Eusebio Valencia, el jefe del Estado Mayor Julio Rivera Merino, la prensa local y público en general. A través del diario Noticias, el joven aviador hizo llegar un mensaje: «Saludo cordialmente a mis paisanos, reiterándoles el afecto que siempre guardo por mi tierra.»
Esa tarde se realizaron dos recepciones en su honor. Una se realizó en el local municipal y la otra en el Jockey Club. El Sr. César Bustamante como presidente del Jockey Club dirigió unas palabras a Rodríguez Ballón elogiando el éxito, fruto de su propio esfuerzo, augurándole nuevos lauros y mayores éxitos en su carrera. Se hizo un brindis y dio inicio a la champañada ofrecida por las autoridades de Arequipa. Rodríguez Ballón agradeció las atenciones y reveló que se pondría a las órdenes de la Patria en caso de peligro de conflagración internacional, refiriéndose a la frágil relación entre Perú y Colombia de esos días.

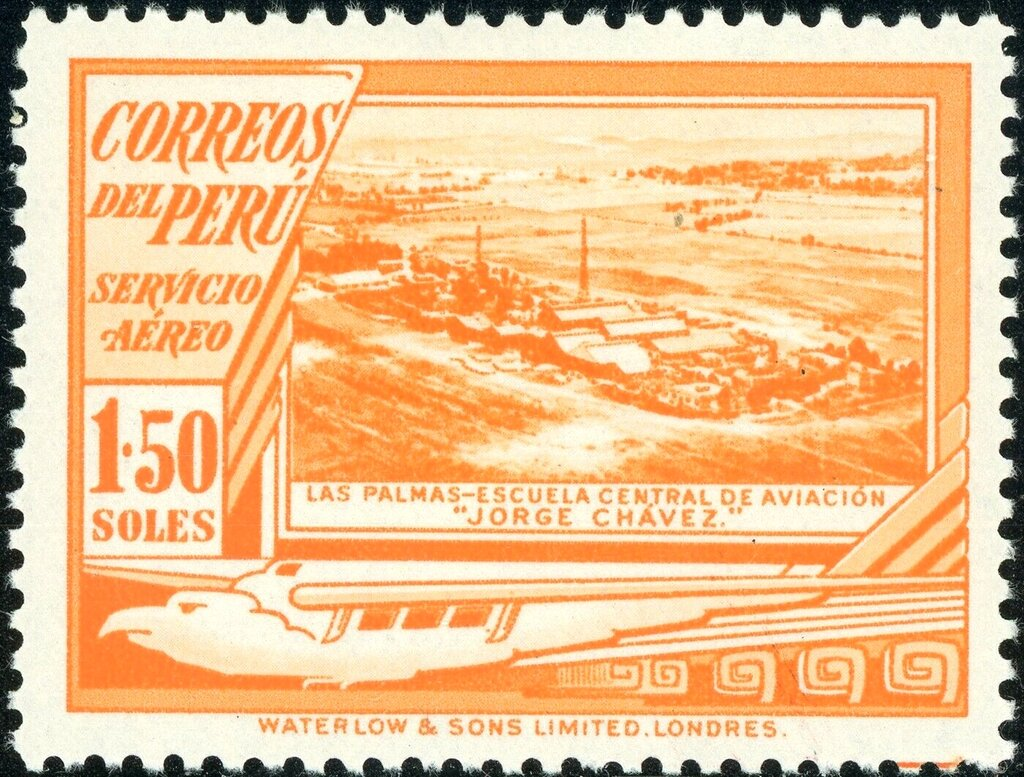
Estampilla con la imagen de la Base Aérea de Las Palmas, año 1937.

Al día siguiente partió con dirección a Lima para coronar su raid. En Arequipa se informó que aterrizó en Camaná y luego Pisco donde cargó los tanques de gasolina como estaba previsto. Ese mismo día, 22 de octubre, a las tres y media de la tarde, aterrizó en la Base aérea Las Palmas, en Lima. Finalizaba así con éxito su raid, uniendo las ciudades de Mendoza y Lima. Se le realizó un homenaje, al que concurrieron casi la totalidad de aviadores civiles y militares que se encontraban en Lima para felicitarlo.
El aviador arequipeño, de 24 años de edad, había logrado una hazaña para la aviación peruana. Recorrió 6000 kilómetros desde la ciudad argentina de Mendoza hasta la capital peruana, cumpliendo 26 horas de vuelo en cinco días y atravesando los Andes entre Argentina y Chile a más de 6700 m de altura, en un vuelo en solitario con un avión ligero, sin ningún contratiempo. Corría el año 1932.
El biplano Spartan C3-120 fue fabricado en Estados Unidos por The Spartan Aircraft Company. Bautizado como “El Cóndor”, era un avión ligero de instrucción capaz de transportar a dos personas, aparte del piloto. Fue adquirido por Rodríguez Ballón en Santiago de Chile. Tenía 120 hp, con fuselaje metálico y estaba pintado de color marrón, las alas de amarillo, y en la cola se veían pintadas las banderas de los tres países que visitó Argentina, Chile y Perú.

## En el conflicto con Colombia
El conflicto entre Perú y Colombia de 1933 surgió a raíz de la incursión de civiles peruanos a Leticia en rechazo a la entrega de ese territorio, anteriormente peruano, a Colombia, por el tratado de límites de 1922. El presidente peruano Luis Sánchez Cerro decidió apoyar a dichos civiles, enviando al ejército, la marina y el recién creado Cuerpo de Aviación del Perú (CAP).

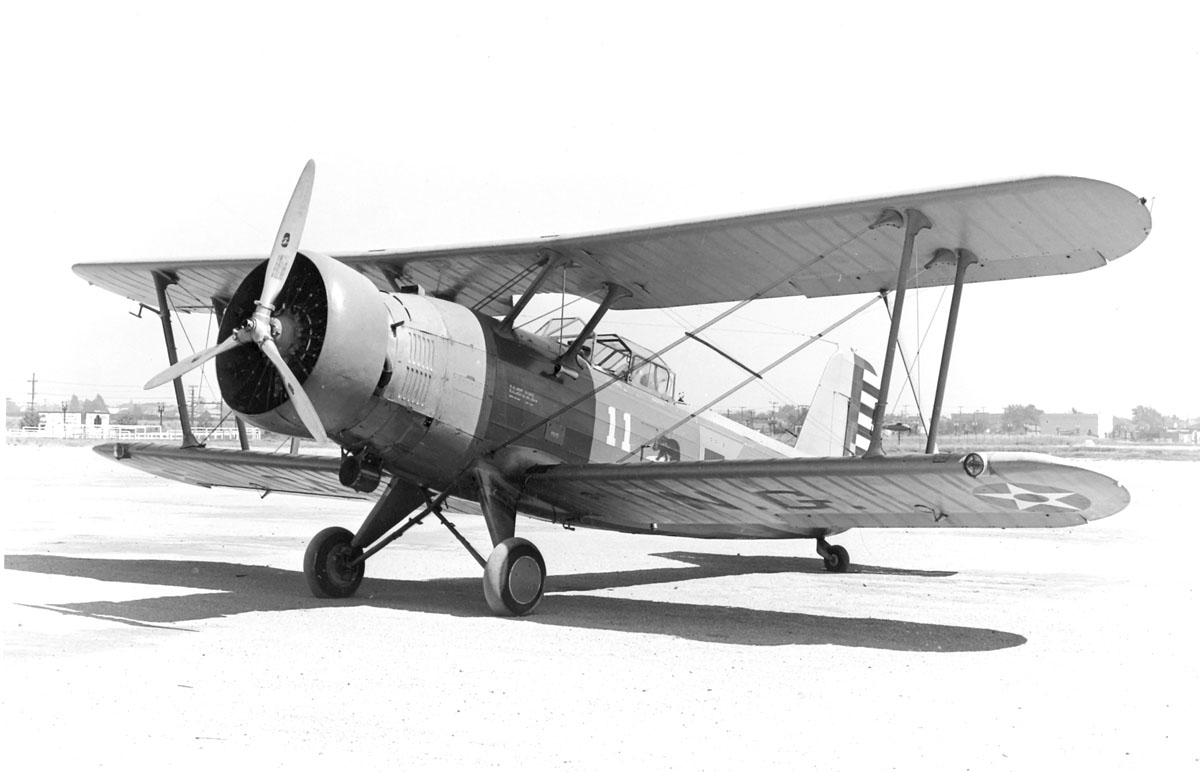
Un avión de guerra Douglas O-38E, similar al Douglas O-38P que llegó a adquirir el Perú en número de seis, uno de los cuales fue confiado a Alfredo Rodríguez Ballón.

Unos cuantos aviones peruanos se encontraban en la zona y otros tenían que ser llevados hasta el nororiente, por lo que se establecieron rutas de traslado de personal, material, aviones, municiones, logística y demás, desde la Base Aérea de Ancón en Lima hasta Iquitos, centro neurálgico de las operaciones militares peruanas en el área de conflicto. El estallido de una guerra era inminente.
El cuerpo aéreo del Perú, con una aviación militar en nacimiento, no era capaz de enfrentarse a la aviación colombiana, que había contratado escuadrones de experimentados mercenarios alemanes sobrevivientes de la Primera Guerra Mundial y con superioridad técnica sobre la aviación militar peruana. Gracias a una colecta pública en pro de la defensa nacional se pudo adquirir, solo en febrero de 1933, hasta seis aviones de Estados Unidos.
En Lima, Alfredo Rodríguez Ballón fue recibido por el presidente Luis Sánchez Cerro, a quien expuso su voluntad de ponerse a órdenes del Cuerpo de Aviación del Perú (CAP) como mecánico y piloto. Dada su preparación, el comando de aviación rápidamente lo puso al servicio en la Base Aérea de Ancón donde aprendió estrategia bélica y el manejo de armamento. Tras un adecuado entrenamiento, se le concedió el grado de sub-alférez. En febrero de 1933, iniciadas las hostilidades con Colombia, fue uno de los primeros en ser destacado al campo de operaciones en el Nororiente.
Las nuevas unidades que ya se encontraban en Ancón debían ser trasladadas hasta el campo de operaciones. El sub-alférez Alfredo Rodríguez Ballón y el mecánico Oscar Espejo, al mando de un Douglas O-38P, formaron parte de una escuadrilla de tres aviones de caza. La primera parte de la misión consistía en llegar a Paita para repostar combustible y cambiar las ruedas de los aviones por flotadores Edo que permitieran acuatizajes. La segunda parte era dar el "gran salto" a Iquitos.

## Fallecimiento

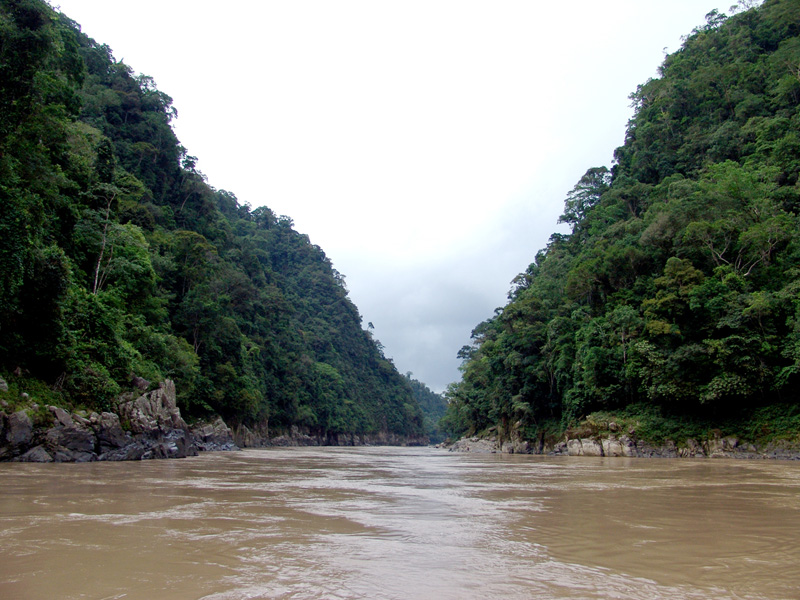
El pongo de Manseriche.

Desde Paita, la segunda parte de la misión era un poco más complicada, pues debían tomar rumbo Este con dirección a Iquitos, lo que implica atravesar la selvática cordillera de los Andes por una zona conocida como el Pongo de Manseriche (a medio tramo del vuelo).
La escuadrilla atravesó la sierra del departamento de Piura sin contratiempos en busca del río Nieva que les dirigiría hacia el Marañón. A pocos kilómetros de la confluencia con el río Santiago la meteorología cambió y al no ser el espacio aéreo amazónico el más favorable para los vuelos a baja altura, con plena carga de combustible y munición, se formó una tormenta tropical de incesables vientos cruzados, nubes cargadas y oscuras a baja altura y con cortinas de lluvia de costado típica de la zona que obligó a la escuadrilla de hidroaviones a forzar un acuatizaje sobre el peligroso río Nieva.
Pero las aeronaves fueron violentamente arrastradas y golpeadas por la fuerte corriente del mes de febrero, llevando a las tripulaciones hacia los remolinos y rápidos originados por el turbulento Pongo de Manseriche, donde el cauce de 300 m. de ancho del río se reduce a solo 50 m. Los aviadores impotentes pidieron auxilio a los habitantes ribereños, los indios  huambisas y aguarunas, que se asomaron; estos, tras varios intentos optaron por lanzar cuerdas, y así consiguieron rescatar a dos de los tres hidroaviones y sus tripulaciones.
El tercer hidroavión tripulado por Rodríguez Ballón y Espejo había sido arrastrado demasiado lejos para socorrerles quedando a su suerte sobre los tremendos rápidos del caudaloso río. En un intento desesperado, el piloto intentó despegar aplicando toda la potencia del motor de la aeronave, y tras recorrer entre golpes y sacudidas la superficie del río, consiguió elevarse unos metros, con tan mala fortuna que la tormenta terminó por estrellarlos bruscamente contra los árboles.
El copiloto Oscar Espejo aunque herido sobrevivió, pero el sub-alférez Alfredo Rodríguez Ballón murió a causa de la gravedad de sus heridas la tarde del mismo 21 de febrero de 1933.
Ninguno de los tres hidroaviones que salieron de Paita logró llegar a Iquitos. Después del accidente en el río Nieva, solo uno fue arreglado y pudo volar, evacuando al mecánico herido a Paita. La misión fue abortada; las otras aeronaves fueron recuperadas cuatro meses más tarde por vía fluvial cuando llegó la vaciante del Pongo de Manseriche y las condiciones lo permitieron.

## Rescate de su cuerpo

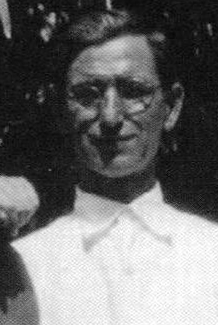
Alfonso Graña, el “rey de los jíbaros”, encontró y rescató el cuerpo de Alfredo Rodríguez Ballón.

La muerte de Rodríguez Ballón solo fue el inicio de otra aventura que dio igualmente titulares a diarios del Perú y el mundo, así como originó con posterioridad tema de publicaciones y documentales: el rescate del cuerpo del aviador caído. Fue el explorador y aventurero gallego Alfonso Graña, llamado "el rey de los jíbaros", quien recuperó el cuerpo de Alfredo Rodríguez Ballón, lo embalsamó, lo acogió en un ataúd, y lo trasladó a Iquitos, junto con dos hidroaviones desarmados, cruzando el temible Pongo de Manseriche, todo lo cual constituyó una verdadera hazaña. Graña fue gratificado por el gobierno peruano y acabó también pereciendo en la selva peruana poco después, en 1934. Todo ello ha sido narrado por el autor español, Maximino Fernández Sendín, en su libro Alfonso I de la Amazonía. Rey de los jíbaros (Pontevedra, 2005).

«...En 1933 un avión de las Fuerzas Aéreas Peruanas se estrelló en la selva, falleciendo el piloto [Alfredo Rodríguez Ballón]. Con la ayuda de sus fieles indios [Graña] embalsama el cadáver, construye un ataúd con madera y chapas y en dos balsas de más de 10 m que el mismo había construido, traslada el féretro y dos hidroaviones desarmados hasta Iquitos, atravesando los temibles rápidos como el Pongo de Manseriche, en una epopeya sin precedentes.»

Por su parte, Víctor de la Serna escribió en el diario Ya (Madrid, 1935) lo siguiente:

«Un día, por el Amazonas, descendió, una balsa extraña. En su centro, una especie de túmulo cubierto de follaje. A popa, las banderas de Perú y de España a media asta... Graña había encontrado el cadáver del aviador, lo había embalsamado, lo había metido en un rico ataúd de olorosas maderas de la "jungle" y lo devolvía a su patria. Maravilloso gesto de señor, por el que el Gobierno del Perú le confirmo el disfrute exclusivo y perpetuo de las salinas de su reino y le autorizó "oficialmente" para seguir dominando la zona.»

Otro español, Cesáreo Mosquera, en carta remitida a su compatriota, el capitán de aviación Francisco Iglesias Brage (Iquitos, 1933), dice también al respecto:

«...en ese rumbo lo encontraron al indio y todo al verse se quedaron asombrados y el indio les grito: vengan, vengan que hay un cristiano vivo y otro muerto. Sacaron al mecánico que pasara la noche sin poder salir de donde estaba apretado, entonces mi gente siguiendo como pedía el herido lo llevaron a la canoa... y suplico que sacaran también al piloto muerto. Ahí salieron a donde quedaban otros aviadores esperando noticias.»

## Sepultura
Desde Iquitos, los restos mortales de Alfredo Rodríguez Ballón fueron trasladados a Lima, donde fueron sepultados en el Cementerio General Presbítero Maestro, junto a otros aviadores caídos en el nororiente peruano. Un aspecto a resaltar del entierro fue el numeroso público que concurrió a dicho acto, en julio de 1938. Por entonces gobernaba en el Perú el general Óscar R. Benavides, quien fue el que firmó la paz con Colombia. Los aviadores fallecidos que acompañaron a Rodríguez Ballón fueron: el capitán Alfredo Roldán Seminario, el teniente Augusto Tello Dyer y el alférez Guillermo Bolaños Cepeda, caídos en distintas fechas.

## Aeropuerto Internacional Rodríguez Ballón
El aeropuerto de Arequipa fue inaugurado en 1940 con el nombre de “Aeropuerto Chachani”. La Corporación Peruana de Aeropuertos y Aviación Comercial S.A. (CORPAC), fue creada el 25 de junio de 1943 y en esta fecha se cambió el nombre al aeropuerto por el de “Alférez Alfredo Rodríguez Ballón”. Actualmente es la principal puerta de entrada a Arequipa y ofrece vuelos nacionales e internacionales con diversas compañías aéreas. Está situado a 8 km. del centro de la ciudad.